# Angela Pan
Angela Pan, de son vrai nom Pan Yin-tze (潘迎紫, née le 5 juin 1949), aussi appelée Violet Pan Ying-zi, est une actrice hongkongaise de nationalité taïwanaise ayant connu un grand succès dans les années 1970 et 1980 dans les premiers rôles de nombreuses séries télévisées taïwanaises.
Même si elle a commencé dans les années 1960, elle n'a pendant longtemps jamais révélé son véritable âge et le public était généralement incapable de le deviner du fait qu'elle jouait beaucoup de rôles de jeunes filles à l'écran. Elle est également la première actrice à faire l'objet de la rumeur d'avoir fait de la chirurgie esthétique, en raison de son aspect intemporel qui lui vaut d'être considérée comme la « Goldie Hawn d'Asie ».
Pan est également bien connue en Chine en raison du succès des séries The Empress of the Dynasty, The Return of the Condor Heroes, Empress Da Yu Er et The Quarrels with Mother-in-Law, parmi d'autres.

## Biographie
Pan commence sa carrière à Hong Kong et participe à de nombreux films et séries mais ne devient vraiment célèbre qu'après s'être rendue à Taïwan et avoir interprété le rôle de l'actrice principale dans The Return of the Condor Heroes (en), The Empress of the Dynasty (en) et The Princess of the Dynasty. À l'époque, Pan et l'acteur Meng Fei sont considérés par le Taiwan Television Circle comme le « couple parfait à l'écran » en raison de leur excellente interprétation dans The Return of the Condor Heroes. Les épisodes sont vues par plus de 60% de la population au moment de leurs diffusions.
Pan joue dans de nombreuses séries sur la célèbre chaîne de télévision taïwanaise China Television Company, également connue sous le nom de CTV, ce qui l'amene à être surnommée la « belle et jeune maîtresse de CTV » (à l'époque, il n'y avait que 3 chaînes à Taïwan, Taiwan Television (TTV), China Television (CTV) et Chinese Television System (CTS)). Elle est surnommée la « Reine de CTV » parce que toutes ses apparitions télévisées ont lieu sur cette chaîne pendant son âge d'or des années 1980 et 1990.
Dans les séries The Empress of the Dynasty et Empress Da Yu Er, elle joue tous les rôles de la fille de son enfance à sa vieillesse, des interprétations qui sont ses rôles les plus acclamées par la critique. De plus, en raison de son talent à jouer le rôle d'une adolescente au fil des ans, elle reçoit les surnoms de « bébé poupée », « poupée » et de la « légende sans âge ».

## Vie privée
En 1972, elle épouse l'acteur Chen Hung-lieh avec qui elle joue dans de nombreux films. Ils divorcent cependant en 1980.

## Filmographie
| Année | Titre                                                 | Rôle                                      |
| ----- | ----------------------------------------------------- | ----------------------------------------- |
| 1963  | The Love Eterne 梁山伯與祝英台                        | un étudiant                               |
| 1963  | A Maid from Heaven 七仙女                             |                                           |
| 1966  | L'Hirondelle d'or 大醉俠                              | une garde                                 |
| 1966  | Le Trio magnifique 邊城三俠                           | une demoiselle                            |
| 1966  | Princess Iron Fan 鐵扇公主                            | une danseuse                              |
| 1967  | Un seul bras les tua tous 獨臂刀                      | la fille du maître, une épéiste impulsive |
| 1967  | Moon Night Cutter 月夜斬                              |                                           |
| 1967  | Dragon Form Eight Swords 龍形八劍                     |                                           |
| 1967  | Operation Lipstick                                    |                                           |
| 1967  | Stock Market, Stock Market 股票股票                   |                                           |
| 1968  | When the Clouds Roll By (film, 1968) 雲泥             | Qiu Bin-bin                               |
| 1969  | Torrent of Desire 欲焰狂流                            | un mannequin                              |
| 1970  | Swordswomen Three 江湖三女俠                          |                                           |
| 1971  | Intruder at White Lotus Temple 大破白蓮教             |                                           |
| 1971  | The Jade Faced Assassin 玉面俠                        | Xie Xinchan                               |
| 1975  | Kissed by the Wolves 狼吻                             |                                           |
| 1983  | New: The Burning of the Red Lotus Temple 新火燒紅蓮寺 |                                           |
| 1983  | Police Angel 小姐當差                                 |                                           |
| 1985  | Miss Mary Lee / Run Tiger Run 兩隻老虎                |                                           |

| Année | Série                                          | Rôle                              |
| ----- | ---------------------------------------------- | --------------------------------- |
| 1983  | One plus One does not equal Two 一加一不等於二 | Ten Ten-Ten                       |
| 1984  | Autumn Water Lovers 秋水伊人                   |                                   |
| 1984  | The Return of the Condor Heroes 神鵰俠侶       | Xiaolongnü                        |
| 1985  | The Bride with White Hair 神州俠侶             | Hsiao Yu-hsueh                    |
| 1985  | The Empress of the Dynasty 一代女皇            | Wu Zetian                         |
| 1986  | Princess of Dynasty 一代公主                   | Wu Zetian et la princesse Taiping |
| 1986  | Happy Home, All is well 家和萬事興             | Ah-shui                           |
| 1987  | Song Queen of the Age 一代歌后                 | Zhou Xuan                         |
| 1987  | The Sacred Arrow of Spirit Mountain 靈山神箭   | Pai Yu-hsuang                     |
| 1988  | Mama, Jili and Shao Ding-dong 媽媽吉利小叮噹   | Hua Wa-wa                         |
| 1988  | Diao Chan 貂蟬                                 | Diao Chan                         |
| 1990  | Flame Bathing Phoenix 浴火鳳凰                 | Consort Mei                       |
| 1991  | The Quarrels with Mother-in-Law 婆媳過招七十回 | Chen Fen-lan                      |
| 1992  | Empress Da Yu Er 一代皇后大玉兒                | Impératrice Xiaozhuangwen         |
| 1993  | Super Lady Patrol 超級女巡按                   | Fang Mei-chun (方美君)            |
| 1998  | 虯髯客與紅拂女                                 | Hongfu                            |
| 2001  | 寶斗里長                                       | Shen Hsiu-feng                    |
|       | 幾時再回頭                                     |                                   |
|       | 菟絲花                                         |                                   |
| 2018  | Win the World                                  | Reine douairière Huayang          |
| 2020  | Ode to Daughter of Great Tang 大唐女儿行       | Consort Wan                       |